# Forum des peuples libres de la post-Russie
 (septembre 2023).
La mise en forme du texte ne suit pas les recommandations de Wikipédia : il faut le « wikifier ».
Les points d'amélioration suivants sont les cas les plus fréquents. Le détail des points à revoir est peut-être précisé sur la page de discussion.
- Les titres sont pré-formatés par le logiciel. Ils ne sont ni en capitales, ni en gras.
- Le texte ne doit pas être écrit en capitales (les noms de famille non plus), ni en gras, ni en italique, ni en « petit »…
- Le gras n'est utilisé que pour surligner le titre de l'article dans l'introduction, une seule fois.
- L'italique est rarement utilisé : mots en langue étrangère, titres d'œuvres, noms de bateaux, etc.
- Les citations ne sont pas en italique mais en corps de texte normal. Elles sont entourées par des guillemets français : « et ».
- Les listes à puces sont à éviter, des paragraphes rédigés étant largement préférés. Les tableaux sont à réserver à la présentation de données structurées (résultats, etc.).
- Les appels de note de bas de page (petits chiffres en exposant, introduits par l'outil «  Source ») sont à placer entre la fin de phrase et le point final[comme ça].
- Les liens internes (vers d'autres articles de Wikipédia) sont à choisir avec parcimonie. Créez des liens vers des articles approfondissant le sujet. Les termes génériques sans rapport avec le sujet sont à éviter, ainsi que les répétitions de liens vers un même terme.
- Les liens externes sont à placer uniquement dans une section « Liens externes », à la fin de l'article. Ces liens sont à choisir avec parcimonie suivant les règles définies. Si un lien sert de source à l'article, son insertion dans le texte est à faire par les notes de bas de page.
- La présentation des références doit suivre les conventions bibliographiques. Il est recommandé d'utiliser les modèles {{Ouvrage}}, {{Chapitre}}, {{Article}}, {{Lien web}} et/ou {{Bibliographie}}. Le mode d'édition visuel peut mettre en forme automatiquement les références.
- Insérer une infobox (cadre d'informations à droite) n'est pas obligatoire pour parachever la mise en page.

Pour une aide détaillée, merci de consulter Aide:Wikification.
Si vous pensez que ces points ont été résolus, vous pouvez retirer ce bandeau et améliorer la mise en forme d'un autre article.
 (janvier 2025).
Si vous disposez d'ouvrages ou d'articles de référence ou si vous connaissez des sites web de qualité traitant du thème abordé ici, merci de compléter l'article en donnant les références utiles à sa vérifiabilité et en les liant à la section « Notes et références ».
Le Forum des peuples libres de la post-Russie (anciennement le Forum des peuples libres de Russie) est un forum fondé par des activistes de l'opposition, des mouvements régionaux et séparatistes en Russie, ainsi que par des sympathisants étrangers, qui plaide pour une décolonisation pacifique et non violente. Le Forum des peuples libres de la post-Russie est composé de représentants du monde politique, diplomatique, médiatique et analytique des États libres, y compris les Lituaniens, les Polonais, les Britanniques, les Japonais, les Tchèques, les Finlandais, les Ukrainiens, les Géorgiens, les Autrichiens, les Biélorusses, les Turcs, les Allemands, les Kazakhs, les Azéris, les Américains, etc. Les composants indispensables de cette décolonisation seront, d'après ces personnes, les processus de dé-impérialisation, de dé-poutinisation, de "dé-nazification", de démilitarisation et de dénucléarisation de l'État russe actuel. L'objectif réel est la dissolution de la fédération de Russie.

## L'idée

L'idée de créer le Forum en tant que plateforme de dialogue, de promotion et de communication (notamment avec les représentants des milieux politiques, diplomatiques et médiatiques des États membres de l'OTAN, de l'UE, du Japon, etc.), de coordination et d'interaction entre divers mouvements de libération nationale et gouvernements en exil (à la fois nations captives et mouvements régionalistes) dans le but de leur libération de l'asservissement par la Moscovie impériale, est née en réaction au renforcement des pratiques autoritaires et totalitaires du poutinisme après le début de la phase intensive de la guerre entre la Russie et la Biélorussie contre l'Ukraine. Elle a été envisagée comme une plateforme alternative aux "libéraux" pseudo-oppositionnels, impérialistes et centrés sur Moscou (les soi-disant "bons Russes"), qui cherchent à monopoliser toute forme d'opposition au régime de Poutine, dans le but de préserver l'essence impériale de la souveraineté russe.
Avec le temps, l'idée du Forum s'est transformée en une coopération encore plus étroite et efficace, reflétant l'activité croissante de la coalition de facto des régimes autoritaires et totalitaires - l'Axe MBTP (Moscou-Pékin-Téhéran-Pyongyang) et leurs satellites tels que Loukachenko, Assad, Maduro, etc.
La plateforme du Forum des Nations Libres de Post-Russie a été fondée au printemps 2022 par Oleg Magaletsky.

## Histoire

### Forum I / 8-9 mai 2022 - Varsovie, Pologne
Le premier événement du Forum des peuples libres de Russie s'est tenu le 8 mai 2022 à Varsovie, le jour de la fin de la Seconde Guerre mondiale en Europe.
Outre le format des Forums à orientation pan-russe, il est également prévu d'organiser des événements thématiques dédiés à une certaine région ou proto-État (Tatarstan, Königsberg, Sibérie, Oural, Bachkirie, etc.) ainsi qu'un 'Grand' Forum général annuel.
En plus d'organiser des événements, une orientation clé de l'activité du Forum est son travail en tant que centre analytique permanent. Ce travail sera axé sur la reconstruction de la fédération de Russie, la décolonisation de ses peuples autochtones et régions, la démilitarisation et la dénucléarisation, la députinisation et la lustration.

### Forum II / 22-24 juillet 2022 - Prague, République tchèque

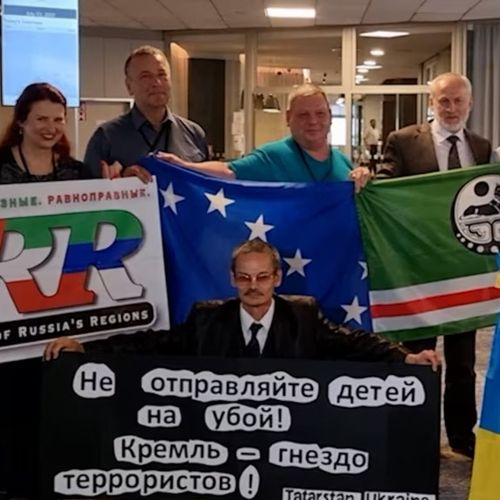
Forum II

Le 23 juillet 2022 à Prague, un forum a eu lieu où des experts internationaux ont discuté de la dislocation de la fédération de Russie en 19 républiques distinctes. Lors du forum, une « Déclaration sur la décolonisation de la Russie » a été adoptée. Il est souligné au début que le processus de décolonisation complète et générale de la Russie doit être basé sur le droit international, y compris la Déclaration universelle des droits de l'homme et le droit des nations à l'autodétermination, tel qu'établi dans la Charte des Nations unies. Les élites nationales et régionales sont appelées à commencer à créer des gouvernements/administrations de transition nationaux (éventuellement en exil), ainsi qu'à commencer à créer des constitutions de républiques qui consolident leur indépendance et souveraineté nationales. Il a été annoncé qu'une conférence internationale sur la décolonisation pacifique et l'organisation territoriale de l'espace post-russe sera convoquée en novembre-décembre 2022.

### Forum III / 23-25 septembre 2022 — Gdansk, Pologne

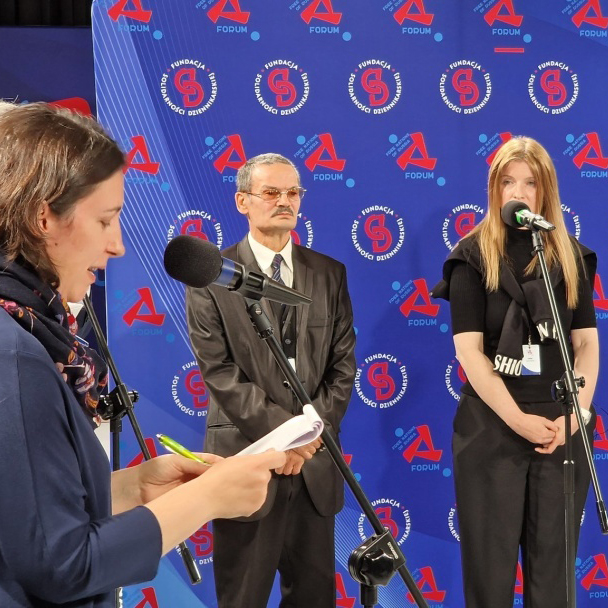
Forum III

Le troisième Forum des nations libres de post-Russie a eu lieu à Gdańsk, Pologne du 23 au 25 septembre 2022. Il était centré sur la "libération de l'empire du Kremlin et le retour aux pénates européennes natales" des États "anciens-nouveaux" de la région occidentale de la Russie actuelle.

### Forum IV / 7-11 décembre 2022 — Helsingborg, Suède
Le quatrième Forum des nations libres de post-Russie s'est tenu du 7 au 11 décembre à Helsingborg, en Suède. En décembre, les députés de la Douma d'État de Russie ont adopté en première lecture deux lois directement liées au FNRF (Forum des nations libres de post-Russie). Les nouvelles normes juridiques introduisent des sanctions et assimilent la distribution ou l'affichage de cartes, d'images qui "nient l'intégrité territoriale de la Russie" à de l'extrémisme. La raison du développement d'une telle loi était la carte, qui est devenue l'une des marques et des symboles du Forum. Sur celle-ci, à l'emplacement de l'actuelle fédération de Russie, plusieurs dizaines d'États avec leurs drapeaux sont représentés.

### Forum V / 31 janvier 2023 — Bruxelles, Parlement européen

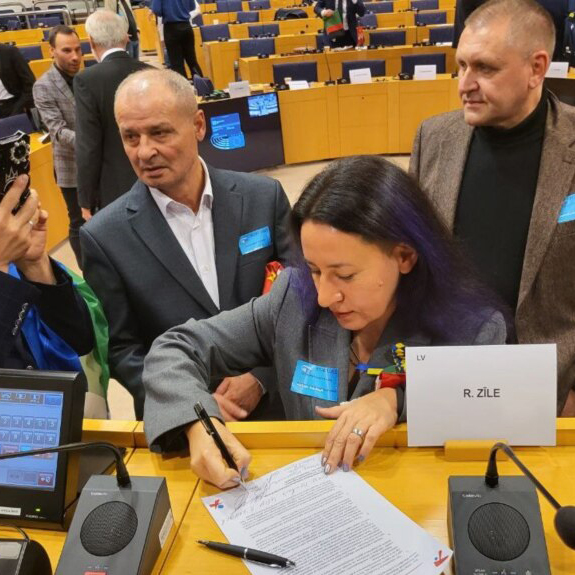
Forum V

Le 31 janvier 2023, à Bruxelles, dans le bâtiment du Parlement européen, s'est tenu le cinquième Forum des peuples libres post-russes. Son thème était 'La Russie impériale : conquêtes, génocides et colonisation. Perspectives de dé-impérialisation et de décolonisation. Lors de ce Forum, les représentants de cinq régions de Russie (Oural, Königsberg (oblast de Kaliningrad), Ingrie (oblast de Léningrad), Sibérie et Kouban) ont annoncé le début de la préparation de référendums pour leur indépendance,,. Le début des référendums en ligne est prévu pour le 16 février 2023, mais dès le 9 février, Roskomnadzor (l'agence fédérale russe de surveillance des médias) a bloqué le site des référendums en ligne concernant la séparation de différentes régions de la Russie.

### Forum VI / 25-27 avril 2023 — Washington, États-Unis, Hudson Institute, mairie de Philadelphie, Institut ukrainien d'Amérique, New York
Du 25 au 28 avril, au Hudson Institute (Washington), à la mairie de Philadelphie et à l'Ukrainian Institute of America (New York), s'est tenu le VIe Forum des nations libres post-Russie, dont le thème principal était : « Le nouvel avenir de l'Eurasie du Nord : architecture de l'espace post-russe ». Des représentants des mouvements des peuples et régions opprimés de Russie ont participé au forum. De plus, ils ont été rejoints par des analystes, politiciens, diplomates, experts, scientifiques et acteurs de la société civile de différents pays.
En particulier, pendant le forum, les possibilités de création d'une nouvelle architecture de sécurité globale et régionale ont été discutées,.

### Forum VII / 1-2 août 2023 — Tokyo, Japon, Parlement
Le VIIe Forum des États libres post-Russie intitulé "Post-Russian Space Foresights : Défis et opportunités pour l'Est et le Nord de l'Asie" a eu lieu au Japon du 1er au 2 août 2023. Le premier jour s'est déroulé au Parlement du Japon. Les intervenants (parmi les représentants du Japon) comprenaient, entre autres, 4 membres actuels du Parlement japonais : Suzuki Yosuke, Wada Yuichiro, Kamata Sayuri, Suzuki Atsushi. Le second jour, de nouveaux orateurs ont pris la parole, notamment Kamille Galeev, Boris Stomakhin, Yuraj Mesik (Slovaquie), Gianni Vernetti (Italie), Oleksiy Honcharenko (Ukraine), David Piguet (France) et d'autres.
À la suite du VIIe Forum, la Déclaration de Tokyo a été signée.
Le ministère des Affaires étrangères de la fédération de Russie a exprimé une protestation à l'Ambassade du Japon en fédération de Russie, en relation avec la mise à disposition d'une plateforme pour le VII Forum des nations libres de post-Russie. Le gouvernement japonais, en réponse, a déclaré qu'il n'avait pas soutenu la tenue du Forum au niveau officiel.

### Forum VIII / 26-28 septembre 2023 — Londres/Paris
Du 26 au 28 septembre s'est tenu en Grande-Bretagne (Londres) et en France (Paris) le VIIIe Forum des États libres de l'après-Russie sur le thème "Bénéfices globaux de l'après-Russie".
Participants et intervenants — plus de 50 représentants des nations et régions occupées de la Fédération de Russie, des analystes et des experts de groupes de réflexion britanniques et français spécialisés dans la géopolitique, le commerce, le droit, l'économie, des hommes politiques et des diplomates de l'OTAN, de l'UE, de l'Ukraine, des membres de le Parlement européen, les principales parties prenantes, les leaders d'opinion des médias, les journalistes et les invités.- 
Selon les résultats du Forum, ce qui suit a été signé :
Le pacte post-russe sur l’absence d’armes nucléaires
Le pacte post-russe sur l’absence d’armes nucléaires
Pacte zéro arme nucléaire après la Russie 

### Forum IX / 11-14 décembre 2023 - Rome/Berlin
Rome (Sénat italien): Défis et opportunités : maximiser les avantages locaux, régionaux et mondiaux (scénario du camp gagnant) de la décolonisation de l'espace russe pour toutes les parties impliquées. Accords de coopération possibles en matière d’économie, de commerce et de sécurité avec de nouveaux États. Rome et Berlin comme guide pour Moscou en tant que ville et capitale mondiale et non impériale. Comment les actions des États du monde libre devraient-elles répondre à l’alliance de facto de régimes autoritaires et totalitaires – #MBTPAxis (Moscou-Pékin-Téhéran-Pyongyang) ou #RIC (Russie-Iran-Chine) et leurs satellites contrôlés (Assad, HAMAS, Idlib, Taliban, Loukachenko, Maduro, Hezbollah et autres). Forum des nations libres de l'après-Russie IX / 
Berlin. Les systèmes fédératifs de l’Allemagne comme l’un des points de référence possibles pour l’éventail des nouveaux États post-russes. Prendre la dénazification comme exemple pour éradiquer le racisme : purification et catharsis. Mémoire historique et conscience de son rôle dans les crimes commis contre les victimes d'agression. Leçons de la lustration des institutions politiques après la Seconde Guerre mondiale.
Résumé du IXe Forum des Nations Libres après la Russie  
Décret portant organisation territoriale des États indépendants de l'espace post-russe